# Ian Mahinmi
Ian Mahinmi (Ruan, Sena Marítimo, 5 de noviembre de 1986) es un exjugador de baloncesto francés que disputó 12 temporadas en la NBA. Mide 2,11 metros de altura y jugaba en la posición de pívot.

## Trayectoria deportiva
Después de pasar por la selección francesa en diferentes categorías, en 2003 firmó su primer contrato profesional con el equipo del STB Le Havre. Tras una primera temporada en la que solo juega 3 partidos, en las dos siguientes se hizo con un puesto de titular en el equipo, finalizando la temporada 2005-06 con 9,7 puntos y 5,2 rebotes por partido.
En 2005 fue elegido en el Draft de la NBA en la primera ronda por San Antonio Spurs. En 2006 participó en la liga de verano de los Spurs, demostrando su potencia y sus habilidades, pero los técnicos lo consideraron poco hecho para jugar en la mejor liga del mundo, por lo que decidieron que jugara un año más en Francia, en las filas del Pau-Ortez, con quien ganó la Copa de Francia ese año jugando a un buen nivel. Al acabar la temporada 2006-2007 Mahinmi firmó un contrato con los San Antonio Spurs para las siguientes temporadas. Jugó en Austin Toros, equipo con el que perdió la final contra Idaho Stampede.
El 13 de julio de 2010, Mahinmi firmó por Dallas Mavericks. El 12 de julio de 2012, Mahinmi fue traspasado a Indiana Pacers a cambio de Darren Collison y Dahntay Jones.
[actualizar]
El 6 de julio de 2021, tras una temporada sin equipo, Mahinmi anuncia su retirada del baloncesto profesional.

## Estadísticas de su carrera en la NBA

### Temporada regular
| Año     | Equipo      | PJ  | PT  | MPP  | %TC  | %3P  | %TL   | RPP | APP | ROB | TPP | PPP |
| ------- | ----------- | --- | --- | ---- | ---- | ---- | ----- | --- | --- | --- | --- | --- |
| 2007-08 | San Antonio | 6   | 0   | 3.8  | .500 | .000 | 1.000 | .8  | .2  | .0  | .7  | 3.5 |
| 2009-10 | San Antonio | 26  | 0   | 6.3  | .636 | .000 | .660  | 2.0 | .1  | .1  | .3  | 3.9 |
| 2010-11 | Dallas      | 56  | 0   | 8.7  | .561 | .000 | .768  | 2.1 | .1  | .3  | .3  | 3.1 |
| 2011-12 | Dallas      | 61  | 12  | 18.7 | .546 | .000 | .639  | 4.7 | .2  | .6  | .5  | 5.8 |
| 2012-13 | Indiana     | 80  | 2   | 16.5 | .453 | .000 | .608  | 3.9 | .3  | .5  | .8  | 5.0 |
| 2013-14 | Indiana     | 77  | 1   | 16.2 | .481 | .000 | .621  | 3.3 | .3  | .5  | .9  | 3.5 |
| 2014-15 | Indiana     | 61  | 6   | 18.8 | .552 | .000 | .304  | 5.8 | .5  | .5  | .8  | 4.3 |
| 2015-16 | Indiana     | 71  | 71  | 25.6 | .589 | .000 | .587  | 7.1 | 1.5 | .9  | 1.1 | 9.3 |
| 2016-17 | Washington  | 31  | 0   | 17.9 | .586 | .000 | .573  | 4.8 | .6  | 1.1 | .8  | 5.6 |
| 2017-18 | Washington  | 77  | 0   | 14.9 | .556 | .000 | .703  | 4.1 | .7  | .5  | .5  | 4.8 |
| 2018-19 | Washington  | 34  | 6   | 14.6 | .452 | .188 | .689  | 3.8 | .7  | .7  | .5  | 4.1 |
| 2019-20 | Washington  | 38  | 35  | 21.3 | .495 | .192 | .619  | 5.7 | 1.3 | .8  | 1.2 | 7.4 |
| Total   | Total       | 618 | 133 | 16.8 | .533 | .160 | .612  | 4.4 | .6  | .6  | .7  | 5.2 |

### Playoffs
| Año   | Equipo      | PJ | PT | MPP  | %TC  | %3P  | %TL  | RPP | APP | ROB | TPP | PPP |
| ----- | ----------- | -- | -- | ---- | ---- | ---- | ---- | --- | --- | --- | --- | --- |
| 2010  | San Antonio | 2  | 0  | 9.5  | .500 | .000 | .750 | 1.0 | .0  | .0  | .5  | 4.5 |
| 2011  | Dallas      | 6  | 0  | 5.5  | .600 | .000 | .556 | 1.0 | .0  | .2  | .0  | 1.8 |
| 2012  | Dallas      | 4  | 0  | 17.5 | .643 | .000 | .846 | 4.5 | .0  | .8  | .8  | 7.3 |
| 2013  | Indiana     | 18 | 0  | 8.3  | .448 | .000 | .300 | 2.3 | .1  | .0  | .7  | 1.6 |
| 2014  | Indiana     | 19 | 0  | 12.7 | .481 | .000 | .611 | 2.4 | .2  | .3  | .8  | 1.9 |
| 2016  | Indiana     | 7  | 7  | 24.6 | .500 | .000 | .600 | 5.1 | 1.1 | .7  | .9  | 8.1 |
| 2017  | Washington  | 5  | 0  | 12.6 | .556 | .000 | .364 | 2.2 | 1.2 | .2  | 1.2 | 2.8 |
| 2018  | Washington  | 6  | 0  | 8.7  | .714 | –    | .909 | 1.8 | .2  | .7  | .8  | 5.0 |
| Total | Total       | 67 | 7  | 11.9 | .527 | –    | .614 | 2.6 | .3  | .3  | .7  | 3.2 |

## Vida personal
Es hijo de padre beninés y madre jamaicana. Mahinmi y su esposa, Alexis, tienen tres hijos.